# FC Torpedo Moscova
FC Torpedo Moscova (în rusă ФК "Торпедо" Москва, FK Torpedo Moskva) este un club de fotbal din Moscova, Rusia, fondat în 1924.

## Istoric denumiri

Logo-ul anterior

- AMO (1930–32) - fondat de Avtomobilnoe Moskovskoe Obșestvo (AMO).
- ZIS (1933–35) - redenumit în Zavod Imeni Stalina (ZIS).
- Torpedo Moscova (1936–95) - redenumire, echipa e una din fondatoarele Ligii 'B' Sovietice
- Torpedo-Lujniki (1996–97) - devine proprietate a corporației Lujniki.
- Torpedo Moscova (din 1998)

## Palmares
Național
- Liga Superioară a URSS / Prima Ligă Rusă: 3

1960, 1965, 1976 Autumn
- - Finalist: (3) 1957, 1961, 1964

- Cupa URSS / Cupa Rusiei: 7

1949, 1952, 1960, 1968, 1972, 1986, 1993
- - Finalist: (9) 1947, 1958, 1961, 1966, 1977, 1982, 1988, 1989, 1991

- Supercupa URSS / Supercupa Rusiei:
  - Finalist: (1) 1986

- Progress Cup: 1

1976b
Neoficiale
- Ciutat de Lleida Trophy: 1

1991

## Istoric evoluții

### URSS
| Sezon                                       | Div.                | Loc                 | M                   | V                   | E                   | Î                   | GM                  | GP                  | P                   | Cupă                | Europa              | Europa              | Golgheter (campionat)              | Antrenor                 | Note                             |
| ------------------------------------------- | ------------------- | ------------------- | ------------------- | ------------------- | ------------------- | ------------------- | ------------------- | ------------------- | ------------------- | ------------------- | ------------------- | ------------------- | ---------------------------------- | ------------------------ | -------------------------------- |
| 1936                                        | 2nd                 | 2                   | 6                   | 3                   | 1                   | 2                   | 10                  | 7                   | 13                  | —                   | —                   | —                   |                                    |                          | Spring tourn.                    |
| 1936                                        | 2nd                 | 4                   | 7                   | 4                   | 0                   | 3                   | 11                  | 7                   | 15                  | —                   | —                   | —                   |                                    |                          | Autumn tourn.                    |
| 1937                                        | 2nd                 | 6                   | 12                  | 4                   | 4                   | 4                   | 16                  | 18                  | 24                  | R16                 | —                   | —                   |                                    |                          | Promoted due to league expansion |
| 1938                                        | 1st                 | 9                   | 25                  | 9                   | 11                  | 5                   | 51                  | 38                  | 29                  | R16                 | —                   | —                   | Sinyakov – 15 P. Petrov – 15       | Bukhteev                 |                                  |
| 1939                                        | 1st                 | 9                   | 26                  | 8                   | 7                   | 11                  | 51                  | 51                  | 23                  | R64                 | —                   | —                   | Zharkov – 13                       | Bukhteev Kvashnin        |                                  |
| 1940                                        | 1st                 | 11                  | 24                  | 6                   | 6                   | 12                  | 36                  | 50                  | 18                  | —                   | —                   | —                   | Zharkov – 9                        | Kvashnin                 |                                  |
| 1941                                        | Did not participate | Did not participate | Did not participate | Did not participate | Did not participate | Did not participate | Did not participate | Did not participate | Did not participate | Did not participate | Did not participate | Did not participate | Did not participate                | Did not participate      | Did not participate              |
| No league and cup competitions in 1942–1943 |                     |                     |                     |                     |                     |                     |                     |                     |                     |                     |                     |                     |                                    |                          |                                  |
| 1944                                        | No competition      | No competition      | No competition      | No competition      | No competition      | No competition      | No competition      | No competition      | No competition      | SF                  | —                   | —                   |                                    |                          |                                  |
| 1945                                        | 1st                 | 3                   | 22                  | 12                  | 3                   | 7                   | 41                  | 21                  | 27                  | R16                 | —                   | —                   | Panfilov – 14                      |                          |                                  |
| 1946                                        | 1st                 | 4                   | 22                  | 11                  | 5                   | 6                   | 44                  | 29                  | 27                  | SF                  | —                   | —                   | A. Ponomaryov – 18                 | V. Maslov                |                                  |
| 1947                                        | 1st                 | 5                   | 24                  | 9                   | 6                   | 9                   | 36                  | 29                  | 24                  | RU                  | —                   | —                   | Zharkov – 9                        | V. Maslov                |                                  |
| 1948                                        | 1st                 | 5                   | 26                  | 15                  | 3                   | 8                   | 58                  | 43                  | 33                  | QF                  | —                   | —                   | A. Ponomaryov – 19                 | V. Maslov Nikitin        |                                  |
| 1949                                        | 1st                 | 4                   | 34                  | 16                  | 10                  | 8                   | 64                  | 42                  | 42                  | W                   | —                   | —                   | A. Ponomaryov – 19                 | Nikitin Kvashnin         |                                  |
| 1950                                        | 1st                 | 10                  | 36                  | 13                  | 10                  | 13                  | 57                  | 60                  | 36                  | R32                 | —                   | —                   | V. Ponomaryov – 12                 | Kvashnin                 |                                  |
| 1951                                        | 1st                 | 12                  | 28                  | 8                   | 8                   | 12                  | 37                  | 48                  | 24                  | R32                 | —                   | —                   | Nechaev – 8                        | Moshkarkin Rzhevtsev     |                                  |
| 1952                                        | 1st                 | 10                  | 13                  | 3                   | 6                   | 4                   | 11                  | 15                  | 12                  | W                   | —                   | —                   | Nechaev – 3 Gabichvadze – 3        | V. Maslov                |                                  |
| 1953                                        | 1st                 | 3                   | 20                  | 11                  | 3                   | 6                   | 24                  | 24                  | 25                  | QF                  | —                   | —                   | Vatskevich – 9                     | V. Maslov N. Morozov     |                                  |
| 1954                                        | 1st                 | 9                   | 24                  | 8                   | 6                   | 10                  | 34                  | 34                  | 22                  | R16                 | —                   | —                   | Vatskevich – 9                     | N. Morozov               |                                  |
| 1955                                        | 1st                 | 4                   | 22                  | 10                  | 8                   | 4                   | 39                  | 32                  | 28                  | R16                 | —                   | —                   | Streltsov – 15                     | N. Morozov               |                                  |
| 1956                                        | 1st                 | 5                   | 22                  | 8                   | 7                   | 7                   | 40                  | 37                  | 23                  | —                   | —                   | —                   | V. K. Ivanov – 13                  | Beskov                   |                                  |
| 1957                                        | 1st                 | 2                   | 22                  | 11                  | 6                   | 5                   | 46                  | 23                  | 28                  | SF                  | —                   | —                   | V. K. Ivanov – 14                  | V. Maslov                |                                  |
| 1958                                        | 1st                 | 7                   | 22                  | 7                   | 8                   | 7                   | 51                  | 42                  | 22                  | RU                  | —                   | —                   | V. K. Ivanov – 14                  | V. Maslov                |                                  |
| 1959                                        | 1st                 | 5                   | 22                  | 11                  | 3                   | 8                   | 27                  | 23                  | 25                  | —                   | —                   | —                   | Falin – 7                          | V. Maslov                |                                  |
| 1960                                        | 1st                 | 1                   | 30                  | 20                  | 5                   | 5                   | 56                  | 25                  | 45                  | W                   | —                   | —                   | Gusarov – 12                       | V. Maslov                |                                  |
| 1961                                        | 1st                 | 2                   | 30                  | 19                  | 3                   | 8                   | 68                  | 35                  | 41                  | RU                  | —                   | —                   | Gusarov – 22                       | V. Maslov                |                                  |
| 1962                                        | 1st                 | 7                   | 32                  | 15                  | 8                   | 9                   | 64                  | 32                  | 48                  | QF                  | —                   | —                   | Gusarov – 15                       | Zharkov                  |                                  |
| 1963                                        | 1st                 | 10                  | 38                  | 12                  | 16                  | 10                  | 46                  | 41                  | 40                  | R16                 | —                   | —                   | V. K. Ivanov – 17                  | Zolotov N. Morozov       |                                  |
| 1964                                        | 1st                 | 2                   | 33                  | 19                  | 8                   | 6                   | 53                  | 23                  | 46                  | R32                 | —                   | —                   | V. K. Ivanov – 14                  | Zolotov                  |                                  |
| 1965                                        | 1st                 | 1                   | 32                  | 22                  | 7                   | 3                   | 55                  | 21                  | 51                  | R32                 | —                   | —                   | Streltsov – 12                     | Maryenko                 |                                  |
| 1966                                        | 1st                 | 6                   | 36                  | 15                  | 10                  | 11                  | 55                  | 39                  | 40                  | RU                  | —                   | —                   | Streltsov – 12                     | Maryenko                 |                                  |
| 1967                                        | 1st                 | 12                  | 36                  | 12                  | 9                   | 15                  | 38                  | 47                  | 33                  | QF                  | EC                  | R32                 | 4 players – 6                      | N. Morozov V. K. Ivanov  |                                  |
| 1968                                        | 1st                 | 3                   | 38                  | 18                  | 4                   | 6                   | 60                  | 32                  | 50                  | W                   | CWC                 | QF                  | Streltsov – 21                     | V. K. Ivanov             |                                  |
| 1969                                        | 1st                 | 5                   | 32                  | 13                  | 10                  | 9                   | 36                  | 27                  | 36                  | QF                  | —                   | —                   | Pais – 8                           | V. K. Ivanov             |                                  |
| 1970                                        | 1st                 | 6                   | 32                  | 12                  | 10                  | 10                  | 36                  | 38                  | 34                  | QF                  | CWC                 | R32                 | G. Shalimov – 6                    | V. K. Ivanov             |                                  |
| 1971                                        | 1st                 | 7                   | 30                  | 4                   | 20                  | 6                   | 27                  | 27                  | 28                  | SF                  | —                   | —                   | Pais – 6                           | V. Maslov                |                                  |
| 1972                                        | 1st                 | 9                   | 30                  | 11                  | 9                   | 10                  | 31                  | 33                  | 31                  | W                   | —                   | —                   | Y. Smirnov – 12                    | V. Maslov                |                                  |
| 1973                                        | 1st                 | 13                  | 30                  | 9                   | 1+7                 | 13                  | 28                  | 37                  | 19                  | R32                 | —                   | —                   | Y. Smirnov – 8                     | V. Maslov V. K. Ivanov   |                                  |
| 1974                                        | 1st                 | 4                   | 30                  | 13                  | 7                   | 10                  | 35                  | 28                  | 33                  | R16                 | CWC                 | R32                 | Nikonov – 12                       | V. K. Ivanov             |                                  |
| 1975                                        | 1st                 | 4                   | 30                  | 13                  | 8                   | 9                   | 42                  | 33                  | 34                  | R32                 | —                   | —                   | Khrabrostin – 7                    | V. K. Ivanov             |                                  |
| 1976                                        | 1st                 | 12                  | 15                  | 5                   | 4                   | 6                   | 15                  | 20                  | 14                  | R16                 | UC                  | R16                 | Degterev – 5 Sergey V. Grishin – 5 | V. K. Ivanov             | Spring tourn.                    |
| 1976                                        | 1st                 | 1                   | 15                  | 9                   | 2                   | 4                   | 20                  | 9                   | 20                  | R16                 | UC                  | R16                 | Khrabrostin – 5 V. Sakharov – 5    | V. K. Ivanov             | Autumn tourn.                    |
| 1977                                        | 1st                 | 3                   | 30                  | 12                  | 13                  | 5                   | 30                  | 23                  | 37                  | RU                  | —                   | —                   | 4 players – 4                      | V. K. Ivanov             |                                  |
| 1978                                        | 1st                 | 8                   | 30                  | 11                  | 11                  | 8                   | 36                  | 29                  | 30                  | SF                  | EC                  | R32                 | Khrabrostin – 7                    | V. K. Ivanov             |                                  |
| 1979                                        | 1st                 | 16                  | 34                  | 8                   | 9                   | 17                  | 32                  | 46                  | 24                  | Qual.               | UC                  | R32                 | N. Vasilyev – 14                   | Salkov                   |                                  |
| 1980                                        | 1st                 | 11                  | 34                  | 10                  | 11                  | 13                  | 28                  | 32                  | 30                  | QF                  | —                   | —                   | Redkous – 7                        | Salkov                   |                                  |
| 1981                                        | 1st                 | 5                   | 34                  | 14                  | 14                  | 6                   | 41                  | 29                  | 38                  | Qual.               | —                   | —                   | Petrakov – 10                      | V. K. Ivanov             |                                  |
| 1982                                        | 1st                 | 8                   | 34                  | 11                  | 12                  | 11                  | 36                  | 33                  | 32                  | RU                  | —                   | —                   | Redkous – 12                       | V. K. Ivanov             |                                  |
| 1983                                        | 1st                 | 6                   | 34                  | 14                  | 11                  | 9                   | 40                  | 34                  | 38                  | R16                 | CWC                 | R32                 | Petrakov – 11                      | V. K. Ivanov             |                                  |
| 1984                                        | 1st                 | 6                   | 34                  | 15                  | 10                  | 9                   | 43                  | 36                  | 40                  | QF                  | —                   | —                   | Redkous – 14                       | V. K. Ivanov             |                                  |
| 1985                                        | 1st                 | 5                   | 34                  | 13                  | 10                  | 11                  | 42                  | 40                  | 36                  | R16                 | —                   | —                   | Kobzev – 9                         | V. K. Ivanov             |                                  |
| 1986                                        | 1st                 | 9                   | 30                  | 10                  | 11                  | 9                   | 31                  | 28                  | 30                  | W                   | —                   | —                   | Y. Savichev – 12                   | V. K. Ivanov             |                                  |
| 1987                                        | 1st                 | 4                   | 30                  | 12                  | 12                  | 6                   | 35                  | 25                  | 34                  | QF                  | CWC                 | QF                  | Y. Savichev – 10                   | V. K. Ivanov             |                                  |
| 1988                                        | 1st                 | 3                   | 30                  | 17                  | 8                   | 5                   | 39                  | 23                  | 42                  | RU                  | —                   | —                   | Grechnev – 9 A. Rudakov – 9        | V. K. Ivanov             |                                  |
| 1989                                        | 1st                 | 5                   | 30                  | 11                  | 13                  | 6                   | 40                  | 26                  | 35                  | RU                  | UC                  | R64                 | Grechnev – 11 Y. Savichev – 11     | V. K. Ivanov             |                                  |
| 1990                                        | 1st                 | 4                   | 24                  | 13                  | 4                   | 7                   | 28                  | 24                  | 30                  | QF                  | CWC                 | R16                 | Y. Savichev – 8                    | V. K. Ivanov             |                                  |
| 1991                                        | 1st                 | 3                   | 30                  | 13                  | 10                  | 7                   | 36                  | 20                  | 36                  | RU                  | UC                  | QF                  | Tishkov – 8                        | V. K. Ivanov Skomorokhov |                                  |
| 1992                                        | No competition      | No competition      | No competition      | No competition      | No competition      | No competition      | No competition      | No competition      | No competition      | R32                 | UC                  | R32                 |                                    |                          |                                  |

### Rusia
| Sezon   | Div.                | Loc | M  | V  | E  | Î  | GM  | GP | P  | Cupă | Europa | Europa | Golgheter (campionat)          | Antrenor                         | Note                                             |
| ------- | ------------------- | --- | -- | -- | -- | -- | --- | -- | -- | ---- | ------ | ------ | ------------------------------ | -------------------------------- | ------------------------------------------------ |
| 1992    | 1st                 | 11  | 30 | 12 | 6  | 12 | 32  | 30 | 30 | —    | —      | —      | G. Grishin – 10                | Skomorokhov Y. Mironov           |                                                  |
| 1993    | 1st                 | 7   | 34 | 15 | 8  | 11 | 35  | 40 | 38 | W    | UC     | R32    | Borisov – 7                    | Y. Mironov                       |                                                  |
| 1994    | 1st                 | 11  | 30 | 7  | 12 | 11 | 28  | 37 | 26 | R32  | CWC    | R32    | Afanasyev – 8                  | Y. Mironov Petrenko V. K. Ivanov |                                                  |
| 1995    | 1st                 | 5   | 30 | 16 | 7  | 7  | 40  | 30 | 55 | QF   | —      | —      | D. Prokopenko – 6 Agashkov – 6 | V. K. Ivanov                     |                                                  |
| 1996    | 1st                 | 12  | 34 | 10 | 11 | 13 | 42  | 51 | 41 | R32  | —      | —      | Kamoltsev – 9                  | V. K. Ivanov                     |                                                  |
| 1997    | 1st                 | 11  | 34 | 13 | 6  | 15 | 50  | 46 | 45 | QF   | UC IC  | R64 SF | Jankauskas – 10                | Tarkhanov                        |                                                  |
| 1998    | 1st                 | 11  | 30 | 9  | 10 | 11 | 38  | 34 | 37 | R16  | —      | —      | V. Bulatov – 9                 | Tarkhanov V. K. Ivanov           |                                                  |
| 1999    | 1st                 | 4   | 30 | 13 | 11 | 6  | 38  | 33 | 50 | R32  | —      | —      | Kamoltsev – 12                 | V. Shevchenko                    |                                                  |
| 2000    | 1st                 | 3   | 30 | 16 | 7  | 7  | 42  | 29 | 55 | R32  | —      | —      | Vyazmikin – 8                  | V. Shevchenko                    |                                                  |
| 2001    | 1st                 | 4   | 30 | 15 | 7  | 8  | 53  | 42 | 52 | QF   | UC     | R128   | Vyazmikin – 17                 | V. Shevchenko                    |                                                  |
| 2002    | 1st                 | 4   | 30 | 14 | 8  | 8  | 47  | 32 | 50 | R32  | UC     | R128   | Semshov – 11                   | V. Shevchenko Petrenko           |                                                  |
| 2003    | 1st                 | 8   | 30 | 11 | 10 | 9  | 42  | 38 | 43 | R32  | —      | —      | Shirko – 7                     | Petrenko                         |                                                  |
| 2004    | 1st                 | 5   | 30 | 16 | 6  | 8  | 53  | 37 | 54 | R32  | UC     | R32    | Panov – 15                     | Petrenko                         |                                                  |
| 2005    | 1st                 | 7   | 30 | 12 | 9  | 9  | 37  | 33 | 45 | QF   | —      | —      | Semshov – 12                   | Petrenko                         |                                                  |
| 2006    | 1st                 | 15  | 30 | 3  | 13 | 14 | 22  | 40 | 22 | QF   | —      | —      | Budylin – 4                    | Petrenko Gostenin                | Relegated                                        |
| 2007    | 2nd                 | 6   | 42 | 21 | 6  | 15 | 75  | 59 | 69 | R16  | —      | —      | Romashchenko – 15              | R. Sabitov                       |                                                  |
| 2008    | 2nd                 | 18  | 42 | 14 | 7  | 21 | 47  | 69 | 49 | R32  | —      | —      | Popov – 9                      | Dayev                            | Relegated to 4th level due to financial irregul. |
| 2009    | LFL (4th), "Moscow" | 1   | 32 | 30 | 0  | 2  | 128 | 19 | 90 | R64  | —      | —      | Chereshnev – 23                | Pavlov                           | Promoted                                         |
| 2010    | 3rd, "Centre"       | 1   | 30 | 17 | 6  | 7  | 59  | 26 | 57 | R32  | —      | —      | Burmistrov – 10                | Chugainov                        | Promoted                                         |
| 2011–12 | 2nd                 | 8   | 52 | 17 | 17 | 18 | 63  | 53 | 68 | R32  | —      | —      | Khozin – 9 Dorozhkin – 9       | Chugainov Belov                  |                                                  |
| 2012–13 | 2nd                 | 14  | 32 | 6  | 15 | 11 | 29  | 38 | 33 | R32  | —      | —      | Bezlikhotnov – 7               | Belov Ignatyev                   |                                                  |

## Lotul actual
La 10 septembie 2013, conform official FNL website[nefuncțională – arhivă]
.
| Nr. |          | Poziție | Jucător            |
| --- | -------- | ------- | ------------------ |
| 2   | Slovacia | F       | Lukáš Tesák        |
| 4   | Rusia    | F       | Dmitry Aydov       |
| 5   | Rusia    | F       | Ivan Knyazev       |
| 6   | Lituania | F       | Tomas Mikuckis     |
| 7   | Rusia    | M       | Denis Boyarintsev  |
| 8   | Rusia    | M       | Denis Bolshakov    |
| 9   | Letonia  | A       | Edgars Gauračs     |
| 12  | Rusia    | F       | Aleksandr Tsybikov |
| 14  | Rusia    | P       | Yevgeni Konyukhov  |
| 15  | Rusia    | F       | Yegor Tarakanov    |
| 17  | Rusia    | F       | Mikhail Bagayev    |
| 20  | Rusia    | M       | Vadim Steklov      |
| 21  | Rusia    | M       | Denis Voynov       |
| 29  | Lituania | A       | Tadas Labukas      |

| Nr. |          | Poziție | Jucător                                  |
| --- | -------- | ------- | ---------------------------------------- |
| 33  | Rusia    | F       | Ivan Novoseltsev                         |
| 34  | Rusia    | F       | Aleksandr Katsalapov                     |
| 38  | Rusia    | M       | Maksim Burchenko                         |
| 40  | Rusia    | M       | Yuri Kuleshov                            |
| 44  | Rusia    | M       | Lev Kornilov                             |
| 50  | Rusia    | M       | Viktor Svezhov                           |
| 55  | Lituania | P       | Saulius Klevinskas                       |
| 66  | Rusia    | M       | Daniil Savichev                          |
| 70  | Rusia    | M       | Nikita Vasilyev (on loan from FC Rostov) |
| 77  | Rusia    | A       | Aleksandr Salugin                        |
| 84  | Rusia    | M       | Oleg Vlasov                              |
| 88  | Rusia    | A       | Igor Shevchenko                          |
| 98  | Rusia    | P       | Aleksandr Budakov                        |
| 99  | Canada   | M       | Joseph Di Chiara                         |

## Jucători notabili
| USSR/Russia - Leonid Buryak - Vyacheslav Chanov - Viktor Grachyov - Valentin Ivanov - Viktor Losev - Aleksandr Maksimenkov - Nikolai Manoshin - Slava Metreveli - Nikolai Parshin - Valeriy Petrakov - Boris Pozdnyakov - Sergei Prigoda - Vladimir Sakharov - Nikolai Savichev - Yuri Savichev - Sergey Shavlo - Eduard Streltsov - Yuri Susloparov - Valery Voronin - Vasili Zhupikov - Dmitri Kharine - Andrei Chernyshov - Oleg Shirinbekov - Sergey Shustikov - Igor Chugainov - Andrei Afanasyev - Denis Boyarintsev - Aleksei Bugayev - Viktor Bulatov - Yevgeni Bushmanov - Vyacheslav Dayev - Vadim Evseev - Lyubomir Kantonistov - Dmitri Khokhlov - Oleg Kornaukhov | - Pavel Mamayev - Yuri Matveyev - Aleksandr Panov - Nikolai Pisarev - Aleksandr Podshivalov - Denis Popov - Igor Semshov - Andrei Solomatin - Aleksandr Shirko - Konstantin Zyryanov Foste țări din URSS - Roman Berezovsky - Vardan Khachatryan - Arthur Mkrtchyan - Tigran Petrosyan - Albert Sarkisyan - Daniel Akhtyamov - Dmitriy Kramarenko - Radaslaw Arlowski - Andrei Lavrik - Dmitry Lentsevich - Alyaksandar Lukhvich - Maksim Romaschenko - Dzmitry Rawneyka - Valer Shantalosau - Enar Jääger - Dmitri Kruglov - Andres Oper - Andrei Stepanov - Vladimir Voskoboinikov - Giorgi Ghudushauri - Georgi Kipiani - Lasha Monaselidze - Edik Sadzhaya | - Aleksandr Familtsev - Juris Laizāns - Edgaras Jankauskas - Saulius Klevinskas - Aidas Preikšaitis - Tomas Ražanauskas - Mantas Samusiovas - Valdas Trakys - Rimantas Žvingilas - Alexandru Namașco - Serghei Namașco - Adrian Sosnovschi - Arsen Avakov - Igor Cherevchenko - Mukhsin Mukhamadiev - Valeri Sarychev - Oleksandr Pryzetko - Pavlo Shkapenko - Serhiy Skachenko - Serhiy Symonenko - Valeriy Vorobyov - Sergei Kormiltsev - Alexander Geynrikh - Aleksandr Sayun Europa - Emir Spahić - Artim Položani - Marcin Kuś - Grzegorz Piechna - Cristian Dancia - Đorđe Jokić Africa - Abdou Jammeh - Augustine Eguavoen |

### Recordurile jucătorilor

#### Cele mai multe apariții pentru Torpedo Moscova
Conform official site. Players in bold are still currently playing for Torpedo Moscova.
| #  | Nume                | Carieră          | Apariții |
| -- | ------------------- | ---------------- | -------- |
| 1  | Viktor Șustikov     | 1958–72          | 427      |
| 2  | Sergei Prigoda      | 1976–88          | 325      |
| 3  | Aleksandr Polukarov | 1980–91          | 319      |
| 4  | Vladimir Iurin      | 1970–80          | 304      |
| 5  | Valentin Ivanov     | 1953–66          | 286      |
| 6  | Serghei Petrenko    | 1974–85          | 276      |
| 7  | Leonid Pakhomov     | 1967–76          | 261      |
| 8  | Vasili Jupikov      | 1977–85          | 255      |
| 9  | Viktor Kruglov      | 1975–81, 1984–86 | 231      |
| 10 | Vladimir Buturlakin | 1970, 1972–80    | 226      |

#### Cele mai multe goluri pentru Torpedo Moscova
| #  | Nume                | Periaodă         | Goluri |
| -- | ------------------- | ---------------- | ------ |
| 1  | Valentin Ivanov     | 1953–66          | 124    |
| 2  | Eduard Strelțov     | 1954–58, 1965–70 | 100    |
| 3  | Aleksandr Ponomarev | 1945–50          | 83     |
| 4  | Gennadiy Gusarov    | 1957–62          | 67     |
| 5  | Georgiy Zharkov     | 1939–40, 1945–51 | 63     |
| 6  | Pyotr Petrov        | 1938–40, 1945–49 | 54     |
| 7  | Igor Semshov        | 1998–2005        | 54     |
| 8  | Yuri Savichev       | 1985–90          | 47     |
| 9  | Nikolai Vasilyev    | 1976–85          | 45     |
| 10 | Oleg Sergeev        | 1958–66          | 43     |

## Antrenori
| Ani       | Nume                             | Trofee | Note |
| --------- | -------------------------------- | --- | --- |
| 1932–34   | Sergei Bukhteev (1896–1948)      | | Russian champion 1922 (SKZ, player) died in GULAG                                                            |
| 1936–37   | Nikolai Niktin (1895–1960)       | | organized Moscow youth football school replaced in July                                                      |
| 1937–39   | Sergei Bukhteev (1896–1948)      | | replaced in May                                                                                              |
| 1939–40   | Konstantin Kvashin (1899–1986)   | | |
| 1945      | Viktor Maslov (1910–77)          | | player of RDPK (1930), AMO, ZiS (1931–35), Torpedo (1936–40) for Torpedo 66 games, 1 goal replaced in August |
| 1945–46   | Fedor Selin (1899–1960)          | Bronze (Soviet Top League)                                                                                                 | |
| 1946–48   | Viktor Maslov (1910–77)          | Lost in finals to Spartak 1–2                                                                                              | replaced in July                                                                                             |
| 1948–49   | Nikolai Nikitin (1895–1960)      | | replaced in May                                                                                              |
| 1949–50   | Konstantin Kvashin (1899–1986)   | First Soviet Cup (FC Dynamo Moscow 2–1)                                                                                    | replaced at the end 1950                                                                                     |
| 1951      | Vladimir Moshkarin (1914–94)     | | Torpedo (1945–50) 89 games, 2 goals replaced in July                                                         |
| 1951      | Andrei Rzhevtsev (1910–98)       | | replaced at the end of 1951                                                                                  |
| 1952–53   | Viktor Maslov (1910–77)          | Second Soviet Cup (Spartak Moscow 1–0)                                                                                     | replaced in August                                                                                           |
| 1953–55   | Nikolai Morozov (1916–81)        | Bronze (Soviet Top League)                                                                                                 | Torpedo (1938–49) 153 games, 5 goals replaced in October                                                     |
| 1956      | Konstantin Beskov (1920–2006)    | | coached six Moscow teams at the Top level                                                                    |
| 1957–61   | Viktor Maslov (1910–77)          | First title (1960), third Soviet Cup (Dinamo Tbilisi 4–3 aet), silver twice (Soviet Top League), Soviet Cup finalist twice | |
| 1962      | Georgiy Zharkov (1915–81)        | | Torpedo (1939–51) 191 games, 63 goals                                                                        |
| 1963      | Yuriy Zolotov (1929–98)          | | Torpedo (1950–56) 60 games, 13 goals part of club's staff (1959–94 with breaks) replaced in April            |
| 1963      | Nikolai Morozov (1916–81)        | | |
| 1964–66   | Viktor Maryenko (1929–2007)      | Second title (1965), Silver (Soviet Top League), Soviet Cup finalist (Dynamo Kyiv 0–2)                                     | Torpedo (1954–59) 88 games, 1 goal coach of youth school 1981, 1988–92                                       |
| 1967      | Nikolai Morozov (1916–81)        | | replaced in July                                                                                             |
| 1967–70   | Valentin Ivanov (1934–)          | Fourth Soviet Cup (Paxtakor Toshkent 1–0), silver (Soviet Top League)                                                      | Torpedo (1952–66) 287 games, 124 goals                                                                       |
| 1971–73   | Viktor Maslov (1910–77)          | Fifth Soviet Cup (Spartak Moscow 0–0, 1–1, pk 5–1)                                                                         | replaced in August                                                                                           |
| 1973–78   | Valentin Ivanov (1934–)          | Third and last title (fall'76), bronze (Soviet Top League), Soviet Cup finalist (FC Dynamo Moscow 0–1)                     | |
| 1979–80   | Vladimir Salkov (1937–)          | | replaced in July                                                                                             |
| 1980–91   | Valentin Ivanov (1934–)          | Sixth Soviet Cup (Shakhtar Donetsk 1–0), bronze (Soviet Top League), Soviet Cup finalist four other times                  | replaced in September                                                                                        |
| 1991–92   | Yevgeniy Skomorokhov (1945–2002) | Bronze (Soviet Top League)                                                                                                 | replaced in August                                                                                           |
| 1992–94   | Yury Mironov (1948–)             | First Russian Cup (CSKA Moscow 1–1, pk 5–3)                                                                                | Torpedo (1970–71, 1975–78) 85 games replaced in July                                                         |
| 1994      | Sergei Petrenko (1955–)          | | Torpedo (1972–85) 276 games, 23 goals coached Torpedo-ZiL (later) replaced in August                         |
| 1994–96   | Valentin Ivanov (1934–)          | | |
| 1997–98   | Aleksandr Tarkhanov (1954–)      | | replaced in May                                                                                              |
| 1998      | Valentin Ivanov (1934–)          | | |
| 1999–2002 | Vitaliy Shevchenko (1951–)       | Bronze (Russian Premier League)                                                                                            | replaced in July                                                                                             |
| 2002–06   | Sergei Petrenko (1955–)          | | replaced in September                                                                                        |
| 2006      | Aleksandr Gostenin (1955–)       | | Torpedo (1981–86) 145 games replaced in November                                                             |
| 2007      | Georgiy Yartsev (1948–)          | | replaced in June                                                                                             |
| 2007      | Viacheslav Dayev (1972–)         | | Torpedo (1999–2001) 87 games, 8 goals replaced in July                                                       |
| 2007–08   | Ravil Sabitov (1968–)            | | replaced in May                                                                                              |
| 2008      | Viacheslav Dayev (1972–)         | | |